# 妙義山城

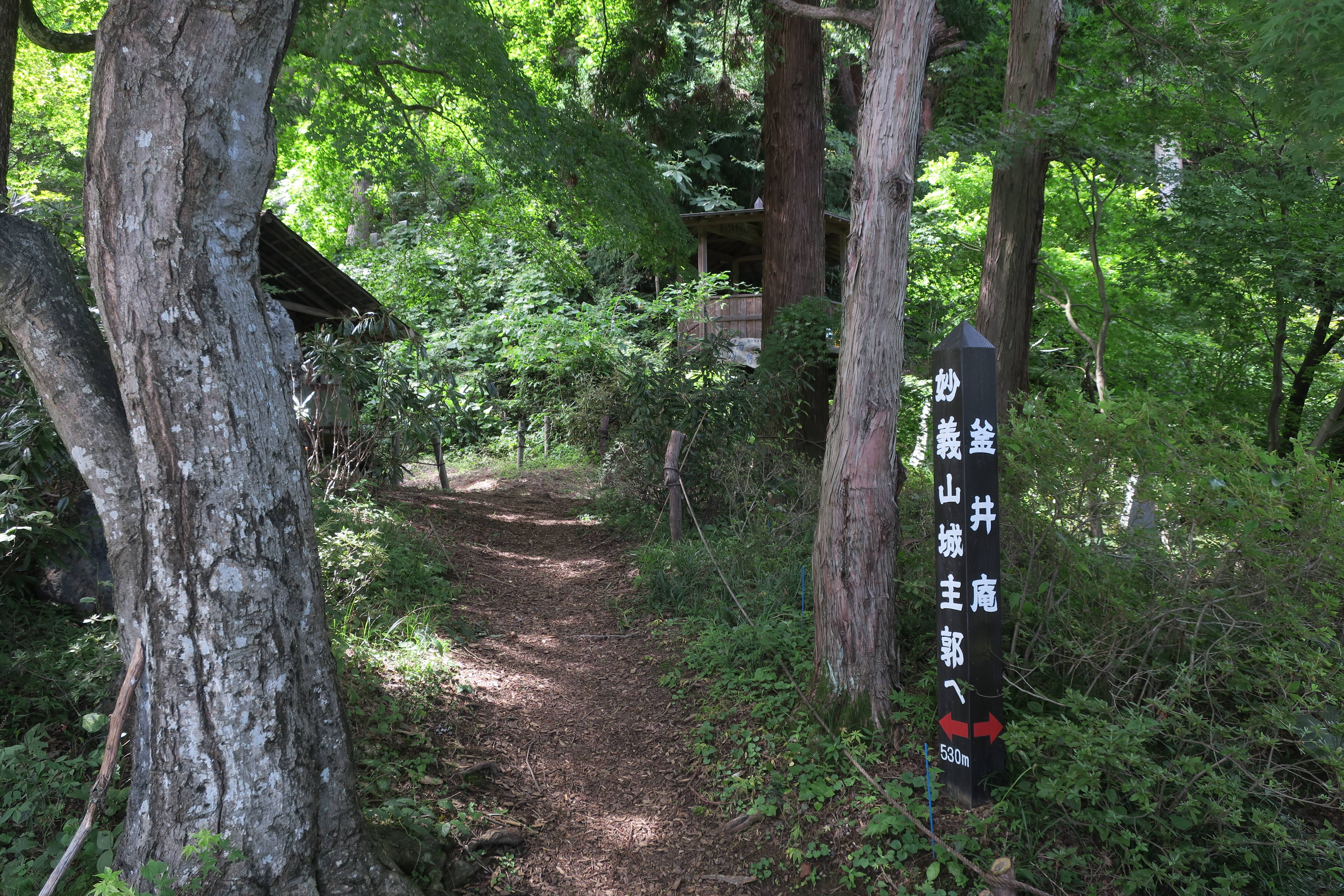
城址入口（本洗馬歴史の里資料館・釜井庵）

妙義山城（みょうぎさんじょう）は、長野県塩尻市洗馬にあった日本の城。標高は890メートル。長野県指定史跡。

## 概要
洗馬荘の領主三村氏の居城で、大永3年（1523年）に三村忠親が築城したと伝わる。塩尻市の妙義山頂の山城と、山麓の城館からなる。主郭は縦横27メートル、20メートルで、西と北西に土塁が残る。西裏に深さ9メートルの大空堀、東の尾根に2つの副郭と、2つの小空堀を構える。
城館は江戸時代以降、庵が結ばれ、釜井庵となった。城址には現在、妙義山神社が鎮座している。